# 谷順二
谷 順二（たに じゅんじ、1940年11月20日 - 2012年8月27日） は、日本の機械工学者。東北大学名誉教授。元東北大学流体科学研究所所長。元日本AEM学会副会長。

## 人物・経歴
1963年金沢大学工学部機械工学科卒業、金沢大学工学部助手。1966年東北大学大学院工学研究科機械工学専攻修士課程修了。1969年東北大学大学院工学研究科機械工学専攻博士課程修了、工学博士。
東北大学高速力学研究所講師。1971年東北大学高速力学研究所助教授。1974年東北大学高速力学研究所教授。1989年東北大学流体科学研究所教授。
1990年日本AEM学会副会長。1992年日本機械学会機械力学・計測制御部門副部門長。1993年日本機械学会機械力学・計測制御部門部門長。1998年東北大学流体科学研究所所長、日本AEM学会顧問。2000年日本機械学会理事・出版事業部会長。
2004年定年退職。

## 受賞歴
- 1993年 日本機械学会論文賞[1]
- 1996年 アメリカ機械学会 Adaptive Structures and Material Systems Prize[1]
- 1996年 日本機械学会機械力学計測制御部門国際賞[1]
- 1997年 日本機械学会事業功勞者表彰[1]
- 1997年 日本機械学会会員功労者表彰[1]
- 1998年 日本AEM学会著作賞[1]
- 1998年 日本機械学会機械力学計測制御部門功績賞[1]
- 1999年 日本AEM学会議長賞[1]
- 2000年 日本AEM学会論文賞[1]
- 2003年 日本AEM学会功績賞[1]
- 2008年 日本AEM学会著作賞[2]